# Die 100.000 Mark Show
Die 100.000 Mark Show ist eine Spielshow auf dem Privatsender RTL, die zunächst von 1993 bis 2000 ausgestrahlt wurde. Im Jahr 2008 gab es eine Neuauflage unter dem Titel Die 100.000 Euro Show, ab 2022 kehrte die Sendung kurzzeitig als Die 100.000 Mark Show zurück.

## Allgemeines
Ziel ist es, 100.000 DM zu gewinnen. Es war die erste Fernsehsendung, in der man eine Summe dieser Größenordnung durch eine einzige Sendung gewinnen konnte, was anfänglich kritisiert wurde.
Moderiert wurde die Sendung von Oktober 1993 bis April 1998 von Ulla Kock am Brink, von September 1998 bis zur Einstellung im Juli 2000 war der ehemalige Magie-Weltmeister Franklin der Moderator. Im Jahr 2008 gab es unter der Moderation von Inka Bause eine Neuauflage unter dem Titel Die 100.000 Euro Show, bestehend aus einer regulären Sendung und einem Prominentenspecial. Im Februar 2022 gab RTL bekannt, dass die Spielshow im September 2022 unter dem Titel Die 100.000 Mark Show zurückkehren wird. Die Moderation übernahm erneut Ulla Kock am Brink.
Produziert wird die Sendung von Endemol in Köln, gedreht wurden die Folgen von 1993 bis 2000 im Studio 22 des Media Parks Hilversum in den Niederlanden. Die Neuauflage 2022 wurde in den Studios 30/31 der MMC Studios in Köln-Ossendorf produziert.

## Spielablauf

### Vorrunde
In jeder Sendung traten vier Paare gegeneinander an. Zunächst musste ein Hindernisparcours überwunden werden. Das Spiel endete, sobald das dritte Paar im Ziel eingetroffen war. Das Paar, welches den Parcours nicht oder als letztes beendete, schied aus.

### Ausscheidungsrunde

#### Drei Paare übrig
Die drei übriggebliebenen Paare spielten weitere Spiele, bei denen sie Geld sammeln konnten. Im weiteren Verlauf der Show schied als Nächstes das Paar aus, das zu diesem Zeitpunkt die niedrigste Geldsumme gesammelt hatte. Dieses ausgeschiedene Paar spielte dann um einen Trostpreis in Form eines Geldpreises. Bei diesem Spiel waren in ein großes Prisma mit Fünfeck als Grundfläche weitere kleine Prismen eingelassen, die sich in Größe und Gewicht unterschieden. Jedes der Prismen enthielt unterschiedlich viel Geld, eines auch eine Niete. Einer der Partner musste dann ein Prisma herausziehen, ohne an die Wand anzustoßen.
Ab 2022 wurde dieses Spiel geändert. In den Prismen sind keine unterschiedlichen festen Geldbeträge mehr eingelassen, sondern Multiplikatorgrößen, bei der das zuvor erspielte Geld um die Hälfte erhöht, verdoppelt oder auch vervierfacht werden konnte.

#### Zwei Paare übrig
Die beiden übrigen Paare spielten weiterhin um Geld. Das dritte Paar, das ausschied, hatte die Möglichkeit, ein Auto zu gewinnen. In den Jahren 1993 bis 1998 gab es diverse Ford-Modelle zu gewinnen, von 1998 bis 2000 waren es Opel-Modelle. In den frühen Folgen gab es ein Auto und vier mögliche Schlüssel, wobei das Paar falsche Schlüssel wegspielen konnte. In den späteren Folgen wurde das Spiel leicht abgeändert. Dann gab es vier mögliche Autos und zwei mögliche Schlüssel. Hier konnte das Paar zusätzlich noch falsche Autos wegspielen.
Ab 2022 gab es wieder zwei Autos (VW-Modelle) zur Auswahl. Man kehrte zum Spielablauf der früheren Folgen zurück. Das Paar hatte vier mögliche Schlüssel, welches aber nur zu einem Auto passte. Somit lag die Wahrscheinlichkeit des Gewinns bei maximal 50 %. Das Paar bekam außerdem die Möglichkeit für einen sicheren Geldgewinn auf das Auto zu verzichten.

### Finalrunde
Das letzte Paar kam in das Finale. Hierbei war es das ultimative Ziel, den Tresor mit den 100.000 Mark zu öffnen (der Tresor war nur eine Kulisse zur Steigerung der Dramatik). Dazu gab es zehn Zylinder, von denen jeder eine Zahlenkombination beinhaltete, wobei nur eine der richtige Code war. In drei Spielen hatte das Paar zuvor die Möglichkeit, im Idealfall alle falschen Zylinder wegzuspielen, sodass der Zylinder mit der richtigen Zahlenkombination übrig blieb.
In der Neuauflage 2022 wurde dem Finalpaar vor dem ersten Finalspiel angeboten das Finale in einer Risikovariante zu spielen. In dieser wurde das bereits erspielte Geld aus den Ausscheidungsrunden gesetzt, um neben den 100.000 Mark, auch um eines der verbleibenden VW-Automodelle aus dem Autospiel zu spielen. Beim Scheitern würde das Finalpaar komplett leer ausgehen.

#### Finalspiel 1
Das erste der Spiele war in jeder Folge anders, es war aber immer sehr actionreich und stellte den Action-Höhepunkt der Sendung dar.

#### Der heiße Draht
Das zweite Finalspiel war Der heiße Draht. Dabei musste einer der Partner auf einer Art Gabelstapler stehen, den der andere steuerte, und den Draht mit einem Ring durchfahren, ohne diesen zu berühren. Im Falle einer Berührung war ein Signalton hörbar und das Paar musste zu einem Sicherheitspunkt zurückkehren. Im Laufe der Jahre gab es leichte Änderungen, zum Beispiel wurde der Gabelstapler durch eine von der Studiodecke herabhängende Liege, in die sich die Kandidatinnen auf den Bauch legen mussten, ersetzt. 1998 wurde der heiße Draht erneut leicht abgeändert. Dann musste das Paar mit einer Stange durch zwei Drähte hindurchmanövrieren, wodurch die dritte Dimension stärker ins Spiel kam. Außerdem war in der Stange ein Raucheffekt enthalten, der bei Berührung zustande kam.

#### Wassersäule
Das dritte Finalspiel war die Wassersäule. Einer der beiden Spieler musste in einem durchsichtigen, mit Wasser gefüllten Zylinder, abtauchen, während der Partner Wissensfragen beantworten musste. Einmal durfte der Spieler im Wasser auftauchen, um 20 Sekunden (ab 1998 und 2022 nur noch 15 Sekunden) zu verschnaufen, und erneut Luft zum Tauchen zu holen.

#### Tresor
Aus den noch übrigen Zylindern musste einer ausgewählt werden, dessen Zahlenkombination dann über eine Tastatur eingegeben wurde, die sich auf einem Podest befand, das wie eine große Schraube aussah, welche aus dem Studioboden herausgefahren wurde. Ab September 2022 wurde dieses Podest durch ein bereits feststehendes Podium ersetzt. Anschließend sagte eine futuristisch mechanisch klingende Computerstimme, die vom Voice-Over der Show bis April 1998 und wieder ab September 2022, Andreas Hoffmann-Sinnhuber sowie ab September 1998 von Gregor König gesprochen wurde: „Die Zeituhr ist aktiviert! Der von Ihnen eingegebene Code ist …“ Nach einer dramatischen Pause von einigen Sekunden folgte „richtig“ oder „falsch“. Das Geld des Hauptgewinns befand sich in Form von verschieden großen Geldscheinen in einem transparenten Koffer. Egal ob das Paar gewonnen oder verloren hatte, bekam es dann auch noch das Geld, das es zuvor erspielt hatte (etwa zehntausend Mark).
So konnte es vorkommen, dass das Paar, welches das Auto gewann, am Ende einen höheren Gewinn erzielte als die Finalisten, wenn diese den Tresor nicht öffnen konnten. In der Neuauflage 2022 konnte das Paar auch eine Risikovariante wählen und zusätzlich um ein Auto spielen. In diesem Fall ging es jedoch komplett leer aus, wenn die Zahlenkombination falsch war.

## Umgestaltungen
- Die Saison 1996 beinhaltete eine Reihe von starken Veränderungen, da man versuchte, an den Erfolg der Sendung American Gladiators anzuknüpfen. So gab es in dieser Staffel keinen Hindernisparcours, sondern Die Planke als erstes Spiel, in dem sechs Paare antraten und gleich drei ausschieden. Wegen mäßigen Erfolges kehrte man nach einer Staffel zum alten Konzept zurück.
- In den späteren Folgen wurde ein Jackpot eingeführt. Wenn der Safe nicht geöffnet wurde, wurde in der folgenden Sendung um 200.000 Mark gespielt. Der Rekordgewinn eines Paares wurde in der Folge vom Januar 2000 gewonnen und lag bei über 400.000 Mark. Der zweithöchste Gewinn der Show wurde in der Folge vom April 1999 gewonnen und lag bei über 300.000 Mark. Ein Jackpot-System ist in der Neuauflage 2022 nicht vorhanden.
- Das Spiel um das Auto wurde leicht geändert. Anfangs war für ein vorhandenes Auto einer von vier Schlüsseln richtig. Später gab es zwei Schlüssel, die jeweils zu einem von vier Autos passten. Die Gewinnchance veränderte sich hierbei jedoch nicht und lag bei 25 %. In der Neuauflage 2022 wird wieder mit vier Schlüsseln, aber zwei Autos gespielt.
- Die Verschnaufpause zwischen den beiden Tauchperioden in der Wassersäule wurde von anfangs 20 auf 15 Sekunden reduziert.
- In der Wassersäule befanden sich in den letzten Jahren der Show Süßwasserzierfische, auf die man in der Neuauflage 2022 wieder verzichtete.
- Im Laufe der Zeit wurde ein Telefonspiel für Zuschauer eingerichtet, wobei diese auf einen der Zylinder wetten konnten.
- Die Folgen der ersten vier Staffeln wurden Sonntag Abend gezeigt, ab der fünften Staffel (1994) lief die Sendung Samstag Abend,[3] wie auch Die 100.000 Euro Show 2008. Für die Neuauflage ab 2022 kehrte man zum Sonntag zurück.

## Die 100.000 Euro Show
Auf einer Pressekonferenz am 18. Juli 2008 gab RTL bekannt, dass die Sendung unter dem Titel Die 100.000 Euro Show mit einem überarbeiteten Konzept im Herbst 2008 zunächst zwei neue Folgen erhält: Eine reguläre Ausgabe und ein Promi-Special. Die Show wurde im MMC-Coloneum Studio 53 in Köln aufgezeichnet und von Inka Bause moderiert.
In der ersten Sendung am 20. September 2008 um 20:15 Uhr traten fünf Paare gegeneinander an, die aber keine Lebenspartnerschaft bilden mussten und auch aus zwei Angehörigen des gleichen Geschlechts bestehen konnten. Gespielt wurde nicht mehr um Geld als Punkte, sondern jedes Spiel war ein Ausscheidungsspiel. Im Finale ging es daher um 100.000 Euro oder nichts. Das Paar hatte jedoch vorher die Möglichkeit, ein bereits ausgeschiedenes Paar zurückzuholen und dann um 200.000 Euro zu spielen. Diese Option wurde aber nicht gezogen: Das Paar gewann die 100.000 Euro.
Im Prominentenspecial am 6. Dezember 2008 traten folgende Paare gegeneinander an: Caroline Beil und Ralf Möller, Isabel Edvardsson und Cindy aus Marzahn, Lucy Diakovska und Fady Maalouf, Tanja Szewczenko und Matthias Steiner sowie Brigitte Nielsen und André Dietz. Die hier aufgeführte Reihenfolge entspricht der des Ausscheidens. Ralf Möller verletzte sich im ersten Spiel, so dass er nicht weiterspielen konnte. Im Finale waren die Regeln erneut etwas geändert. Anstatt ein Paar zurückzuholen und um 200.000 Euro spielen zu können, gab es nun drei Bonusspiele, in denen der Gewinn aufgestockt werden konnte. Nachdem es Brigitte Nielsen und André Dietz nicht geschafft hatten, den Tresor zu öffnen, gab Inka Bause bekannt, dass sie die in den Bonusrunden erspielten 85.000 Euro dennoch erhalten werden. Im Allgemeinen wurden die Regeln im Finale nicht sehr streng ausgelegt, da das Geld für einen wohltätigen Zweck gespendet wurde. An einem Spiel nahm auch Arthur Abraham teil: Da er als „Prominentenjoker“ gezogen wurde, musste er in eine Wassersäule mit Kaimanen.

## Neuauflage 2022–2023
Im Jahr 2022 sendete RTL zwei neue Folgen, nun wieder als 100.000 Mark Show. Tatsächlich wurde der Gewinn wieder in D-Mark erspielt, auch der Geldkoffer war wieder vorhanden und die Kulisse eng an die ursprünglichen Sendungen angelehnt. Die Moderation übernahm wieder Ulla Kock am Brink. Die erste Ausgabe am 4. September 2022 erreichte mit 1,66 Millionen Zuschauern und zwölf Prozent in der Zielgruppe der 14- bis 49-Jährigen eine respektable Quote. Eine zweite Folge wurde am 23. Oktober gezeigt, im Juli 2023 folgten zwei weitere.